# NGC 2080
NGC 2080 је емисиона маглина у сазвежђу Златна риба која се налази на NGC листи објеката дубоког неба.
Деклинација објекта је - 69° 38' 44" а ректасцензија 5h 39m 44,2s. Привидна величина (магнитуда) објекта NGC 2080 износи 13,0. NGC 2080 је још познат и под ознакама ESO 57-EN12.